# Bromheadia crassiflora
Bromheadia crassiflora är en orkidéart som beskrevs av Johannes Jacobus Smith. Bromheadia crassiflora ingår i släktet Bromheadia och familjen orkidéer. Inga underarter finns listade i Catalogue of Life.